# Oswald Spengler

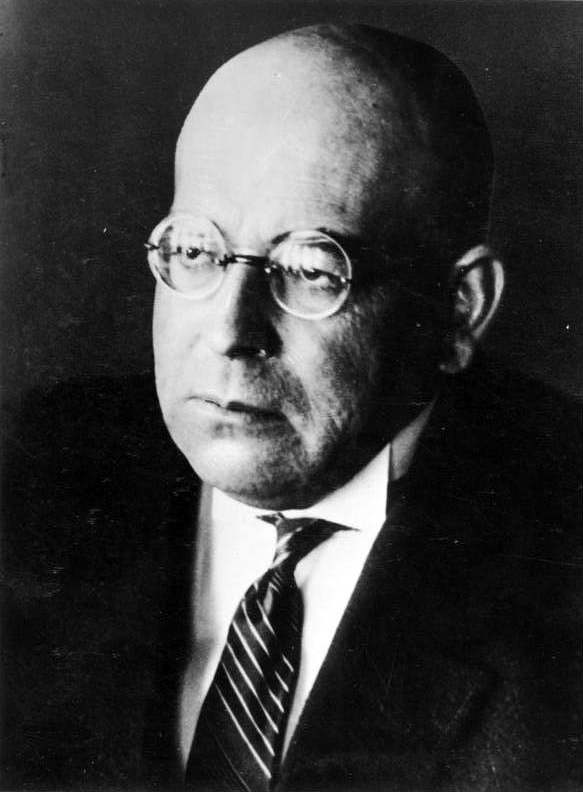
Oswald Spengler

Oswald Arnold Gottfried Spengler (* 29. Mai 1880 in Blankenburg am Harz; † 8. Mai 1936 in München) war ein deutscher Philosoph. Er war als Schriftsteller auf geschichtsphilosophischem, kulturhistorischem und kulturphilosophischem Gebiet sowie als antidemokratischer politischer Autor tätig. Spengler wird zur nationalistischen und antidemokratischen „Konservativen Revolution“ gerechnet, lehnte aber den Nationalsozialismus und namentlich dessen Rassenideologie ab. Trotzdem gilt er vielfach als geistiger Wegbereiter des Nationalsozialismus.
In seinem Hauptwerk Der Untergang des Abendlandes richtet sich Spengler gegen eine lineare Geschichtsschreibung, die die Geschichte „der Menschheit“ als Geschichte des Fortschritts erzählt. Stattdessen vertritt er eine Zyklentheorie, nach der immer wieder neue Kulturen entstehen, eine Blütezeit erleben und sich durch eine Phase des Verfalls vollenden und untergehen. Er fasst Kulturen als eindeutig abgrenzbare, quasi-organische Gebilde mit einer Lebensdauer von etwa 1000 Jahren auf, die jeweils ganz charakteristische, das Denken und Handeln der Individuen prägende Eigenschaften aufweisen. Schon der Titel des Werkes enthält die These, die im Buch dargestellt und begründet werden soll, dass in der Gegenwart Spenglers die „Kultur des Abendlandes“ im Untergang begriffen sei.
Von der heutigen Geschichtswissenschaft wird sein Werk nicht als grundlegend erachtet.

## Leben

### Kindheit und Jugend

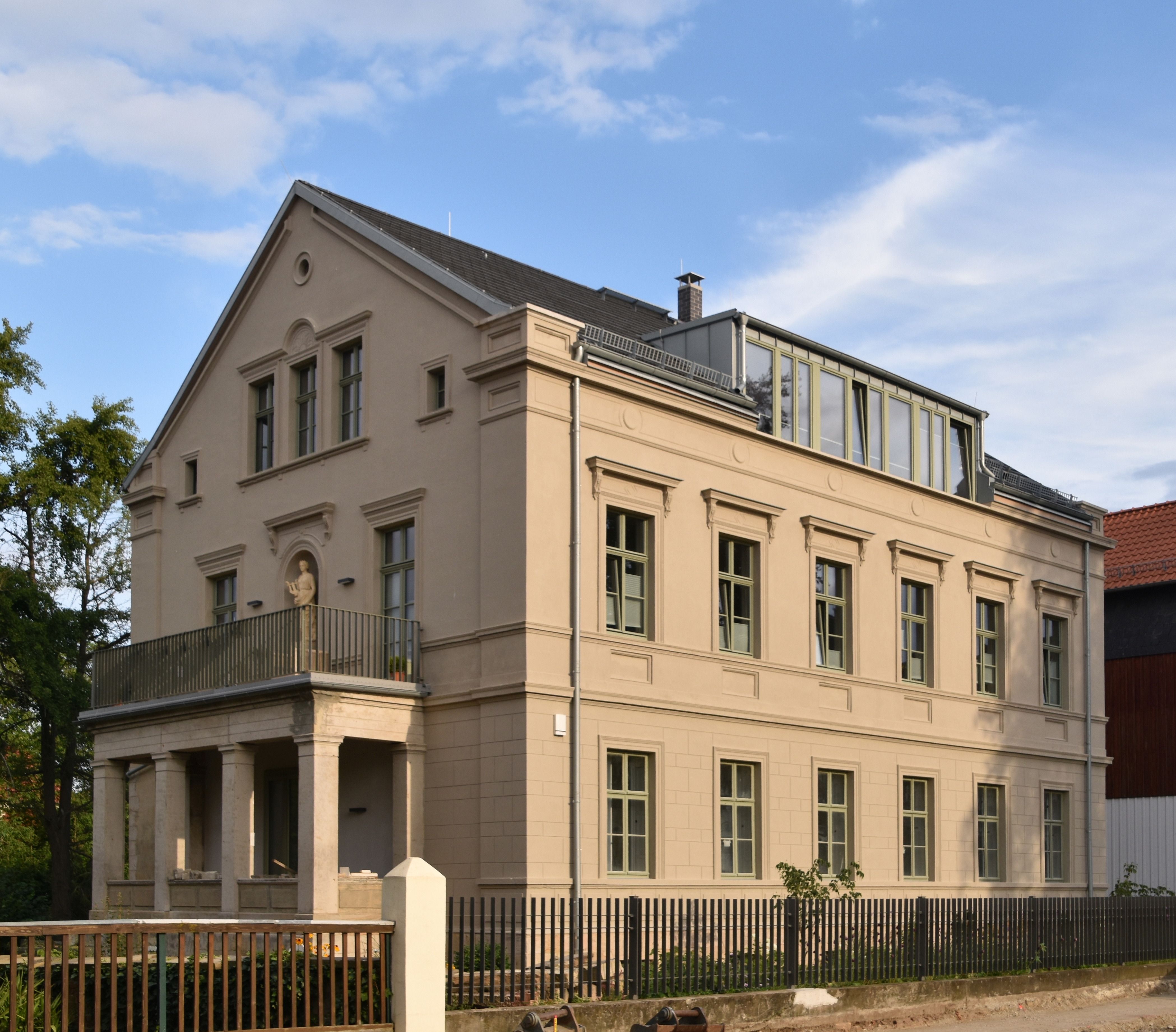
Spenglers Geburtshaus in der Herzogstraße 18 in Blankenburg

Oswald Spengler wurde am 29. Mai 1880 als zweites von fünf Kindern des Postbeamten Bernhard Spengler und seiner Frau Pauline Spengler, geborene Grantzow, in Blankenburg am Harz geboren; er wurde evangelisch getauft. Der ältere Bruder war im Alter von drei Wochen gestorben. Im Jahr 1891 zog die Familie nach Halle an der Saale, wo Spengler die Latina der pietistisch orientierten Franckeschen Stiftungen besuchte. Seine Kindheit war geprägt von Nervenkrisen und Panikanfällen, außerdem neigte er zum Somnambulismus.
Später erinnerte er sich an seine Jugend als eine durch „Kopfschmerzen“ und „Lebensangst“ geprägte Zeit. Bereits früh richtete er seine bemerkenswerte Phantasie auf historische Themen: Als 15-Jähriger füllte er ganze Hefte mit detaillierten Angaben zu Geschichte, Geografie und Verwaltung zweier fiktiver Reiche „Afrikasien“ und „Großdeutschland“. Als Gymnasiast schlich er sich in Halle in die Universitätsbibliothek ein und las dort Werke von Ernst Haeckel, Ludwig Büchner und David Friedrich Strauß.

### Studium
Nachdem er 1899 das Abitur bestanden hatte und wegen eines schweren Herzfehlers vom Militärdienst befreit worden war, studierte er in Halle, München und Berlin Mathematik, Naturwissenschaften und Philosophie. Seine Dissertation schrieb er bei dem Philosophen Alois Riehl zum Thema Der metaphysische Grundgedanke der Heraklitischen Philosophie. Die Prüfungskommission lehnte nach der mündlichen Verteidigung die Dissertation mit der Begründung ab, es sei zu wenig Fachliteratur zitiert worden. Spengler wiederholte die Prüfung und wurde am 6. April 1904 an der Universität Halle zum Dr. phil. promoviert.
Im Dezember 1904 bestand er die Prüfung für das Höhere Lehramt in den Fächern Zoologie, Botanik, Physik, Chemie und Mathematik. Das Thema der Staatsexamensarbeit lautete: Die Entwicklung des Sehorgans bei den Hauptstufen des Tierreiches. Spengler lernte in seinem Studium einerseits die Naturwissenschaften, andererseits die Philosophie kennen. Prägend wirkten auf ihn Ernst Haeckel, die fiktionale Philosophie Hans Vaihingers (Philosophie des Als Ob), in besonderem Ausmaß aber die Kulturkritik Friedrich Nietzsches, besonders seine Konzepte von Dekadenz und dem Willen zur Macht. Außerdem verehrte er lebenslang Goethe als einen Gipfel der abendländischen Kultur.

### Erste Berufstätigkeiten
Das Seminarjahr trat Spengler 1905 in Lüneburg an. Der Schuldienst sagte ihm jedoch nicht zu. Er erlitt einen Nervenzusammenbruch, woraufhin er wieder abreiste. Auf Wunsch seiner Mutter nahm er 1906 eine Stelle in Saarbrücken an, wo er bis 1907 im Saarbrücker Schloss wohnte. Anschließend absolvierte er sein Probejahr in Düsseldorf an der Oberrealschule am Fürstenwall, heute Geschwister-Scholl-Gymnasium. Nachdem er die Lehrbefugnis für das Fach Mathematik erhalten hatte, trat er 1908 eine feste Anstellung als Ordinarius am Heinrich-Hertz-Realgymnasium in Hamburg an. Bei seinen Schülern war er beliebt, besonders wegen seiner improvisierten Vorträge.
Eine kleine Erbschaft nach dem Tod seiner Mutter eröffnete Spengler die Möglichkeit, seine Unterrichtstätigkeit aufzugeben und als freier Schriftsteller seinen literarischen Ambitionen nachzugehen. Schließlich zog er im März 1911 nach München-Schwabing. In München war er zunächst für verschiedene Zeitungen als Kulturreferent tätig. Für die „unvergleichliche Atmosphäre vieldeutiger Modernität“ der Münchner Szene voller Künstler und Revolutionäre verschiedener Couleur empfand Spengler nur Ekel und Verachtung. Daher teilte er den in diesen Kreisen offenen Antisemitismus nicht, dessen Sprache er als vulgär ablehnte. Gleichwohl sind von ihm aus dieser Zeit Äußerungen überliefert, die judenfeindliche Ressentiments zeigen, wenn er etwa „Schmutz und Gemeinheit“ der deutschen Literaturszene seiner Gegenwart mit „einem russischen Ghetto“ verglich.

### Arbeit am Hauptwerk „Der Untergang des Abendlandes“ (1911–1921)
Die Zweite Marokkokrise 1911 nahm er als Demütigung des Deutschen Reichs wahr, dessen Außenpolitik ihm schwächlich erschien. Dies stellte er später als den Anlass dar, mit der Arbeit an seinem Hauptwerk Der Untergang des Abendlandes („Umrisse einer Morphologie der Weltgeschichte“) zu beginnen. Im April 1917 schloss er den ersten Band ab, der im September 1918 erschien, wenige Wochen vor Ende des Ersten Weltkriegs, an dem Spengler wegen seiner Gesundheitsprobleme nicht hatte teilnehmen können. Die Koinzidenz zwischen dem unheilverkündenden Titel und der deutschen Niederlage trug zum fulminanten publizistischen Erfolg des Buches bei. Spengler wurde schlagartig berühmt und in literarischen, wissenschaftlichen und politischen Kreisen zum Gegenstand heftiger Debatten und Kontroversen. Der zweite Band erschien 1922. Während seiner rund zehnjährigen Arbeit an seinem Hauptwerk lebte er isoliert und litt unter psychischen Problemen und später unter materiellen Schwierigkeiten. Während seiner Münchner Zeit litt Spengler stark unter seiner sozialen und intellektuellen Isolierung. „Insgeheim vergleicht er sich mit Deutschland, das ebenfalls allein ist.“ Er war erschöpft und fühlte sich müde. Dennoch ging er davon aus, dass sein Werk „epochemachend“ sein würde.
Zwischen 1914 und 1917 verfasste Spengler zwei undatierte Denkschriften, die nur in Fragmenten überliefert sind. Die eine richtete er an Kaiser Wilhelm II., die andere an den Adel. In seiner Denkschrift an den Kaiser fordert Spengler, dass die „Monarchie den republikanischen Herausforderungen mit der Bereitschaft der Selbsterneuerung begegnen“ müsse. Vom Adel forderte er, dass er auf seine politischen Privilegien verzichtet. Mit seiner antiaufklärerischen Kritik forderte Spengler eine demokratische Elitenbildung, damit „mit großer Wahrscheinlichkeit so starke Begabungen tatsächlich an der geeigneten Stelle und unter hinreichender Schulung vorhanden sind, wie das System stillschweigend voraussetzt“. Spenglers Überzeugung war, dass ein leistungsfähiger Adel in einem monarchischen Staat, der Aufstiegsmöglichkeiten für Nichtadelige bietet, grundsätzlich besser sei als eine reine Demokratie.
Die deutsche Niederlage im Ersten Weltkrieg akzeptierte er nicht. Bereits im Dezember 1918 schrieb er in einem Brief, dass der Friede nur provisorisch sein könne: Der Weltkrieg trete „erst jetzt in sein zweites Stadium“ ein.

### Antidemokratisches Denken und Wirken

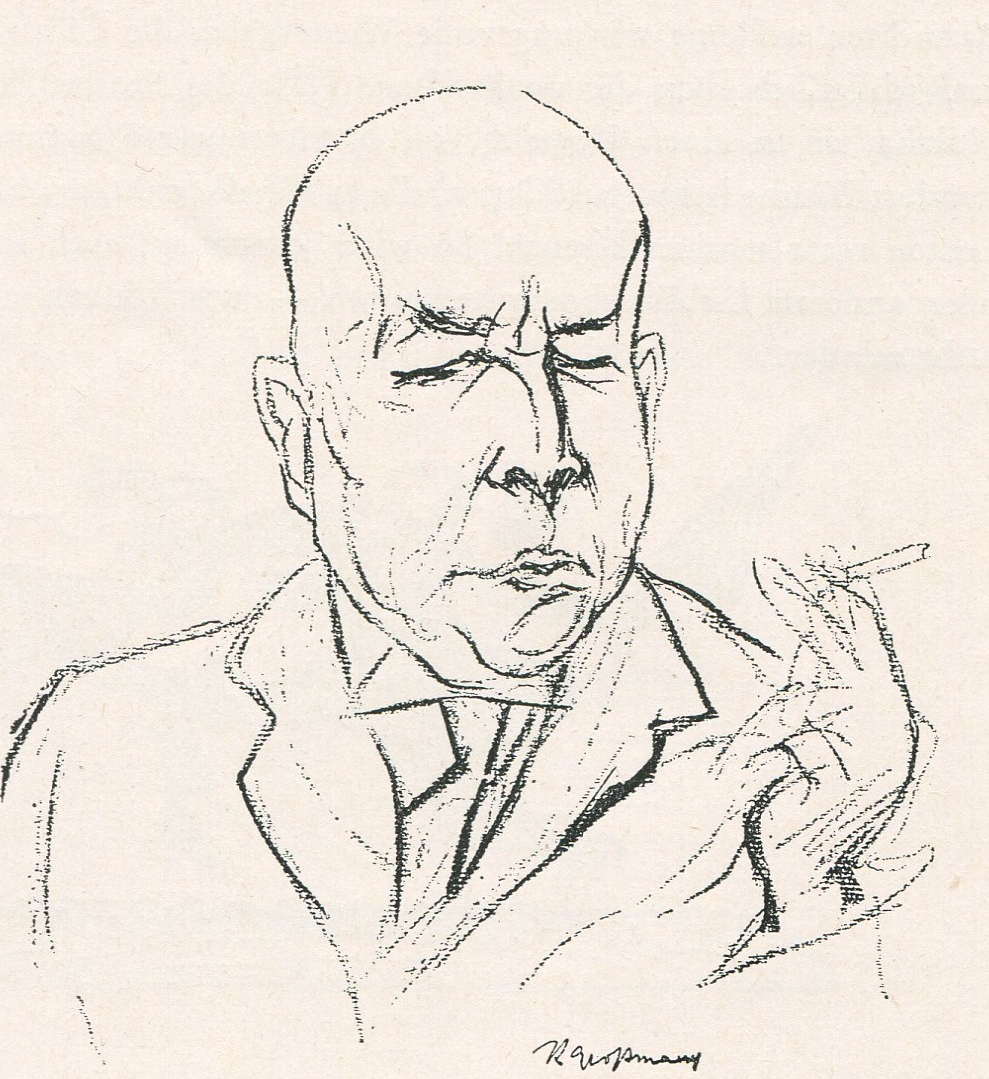
Oswald Spengler,
Skizze von Rudolf Großmann im Simplicissimus, 1922

Als politischer Schriftsteller brachte Spengler seine antidemokratische Gesinnung in kleineren Schriften zum Ausdruck. Er hoffte, dass der Weimarer Republik durch einen Diktator ein Ende gesetzt werde, der imstande sei, die großen innen- und vor allem außenpolitischen Herausforderungen in einem Zeitalter der „Vernichtungskriege“, das er in seinem Untergang des Abendlandes prophezeit hatte, erfolgreich zu bewältigen. Politik verstand er ausschließlich als das Werk „großer Männer“, weshalb ihm die Idee der Volkssouveränität töricht vorkam. Das Volk erschien ihm lediglich als Ansammlung von Nörglern. Bereits 1919 verunglimpfte er die Volksvertretung als „Biertisch höherer Ordnung“. Parlamente tat er als dünkelhaft, beschränkt und unfähig zu echten Taten ab, die parlamentarische Republik erschien ihm nicht als Staatsform, sondern als Firma, da darin der Handel den Staat beherrsche und nicht umgekehrt.
Anfang der zwanziger Jahre versuchte er auch selbst auf die Politik Einfluss zu nehmen. Mit dem Geld schwerindustrieller Freunde und Bekannten, darunter Albert Vögler und Paul Reusch, wollte er 1922 ein geheimes Büro zur zentralen Lenkung der Presse aufbauen, in dem neben ihm selbst auch der rechtskatholische Publizist Martin Spahn und der Journalist Paul Nikolaus Cossmann von den Münchner Neuesten Nachrichten tätig werden würden. Die Zeitungen sollten über eine Kontrolle der Anzeigen, die eine für sie wichtige Einnahmequelle darstellten, auf eine nationalistische Linie gebracht werden. Die Presse des Hugenberg-Konzerns und die von Hugo Stinnes kontrollierten Blätter hoffte er durch Vermittlung Georg Escherichs einbinden zu können, des Führers der illegalen Einwohnerwehren. Der Plan scheiterte an der Rivalität Alfred Hugenbergs gegen Spenglers Förderer Reusch und Karl Haniel. Nach dem Historiker Paul Hoser war Spenglers Idee einer geheimen Presselenkung „nichts als ein phantastischer Kleinbürgertraum“. Diese Vorgänge verarbeitete Leonhard Florian Seidl in seinem Kriminalroman Vom Untergang.
In der zweiten Jahreshälfte 1923 beteiligte Spengler sich an Planungen rechtsgerichteter Kreise um den Chef der Heeresleitung der Reichswehr, Hans von Seeckt, die Reichsregierung unter Gustav Stresemann durch ein autoritär regierendes „Direktorium“ zu ersetzen, in dem er selbst Bildungsminister werden sollte. Ein persönliches Treffen mit Seeckt verlief für beide Seiten enttäuschend, denn dieser äußerte anschließend, er wünschte, Spengler „wäre mit dem Abendland untergegangen – ein politischer Narr!“ Der bezeichnete seinerseits Seeckt in der Folge als „Opportunisten“. Nun wünschte sich Spengler Escherich oder den bayerischen Generalstaatskommissar Gustav von Kahr als Diktator. Dazu orchestrierte er eine Pressekampagne gegen Stresemann, die erfolglos blieb – nach Spenglers Ansicht auch, weil man zu seinem Bedauern darauf verzichtet hatte, Informationen über Stresemanns Privatleben auszuschlachten. Nach dem gescheiterten Hitlerputsch zog er sich aus der aktiven politischen Tätigkeit zurück und arbeitete nur noch publizistisch. In den 1920er Jahren stand er dem Nietzsche-Archiv nahe.

### Haltung zum Nationalsozialismus
Den Nationalsozialismus lehnte Spengler ebenso ab wie die Weimarer Republik. Ein Angebot Gregor Strassers, des NSDAP-Gauleiters von Niederbayern, an den Nationalsozialistischen Monatsheften mitzuwirken, schlug er 1925 aus, weil ihm die „primitive Lösung eines Antisemitismus“ zuwider war. Aus dem gleichen Grund lehnte er 1927 eine Mitarbeit an der völkischen Zeitschrift Deutsches Volkstum ab.
In privaten Aufzeichnungen bezeichnete er die nationalsozialistische Rassenideologie als Weltanschauung für die „geistig Minderbemittelten“. Der NS-Staat führe „eine Barbarei herauf“, die nicht die der „Germanen, sondern der Kannibalen ist: Foltern, Morden, Gesetzlosigkeit, Raub“.
Nach der Machtergreifung änderte sich seine ablehnende Haltung nicht; das Kabinett Hitler bezeichnete er in einem Brief als „Faschingsministerium“. Wie er in seinem 1933 erschienenen Werk Jahre der Entscheidung deutlich machte, sah er seine antidemokratischen und antiparlamentarischen Ideale vielmehr in Benito Mussolini als Diktator des faschistischen Italien erreicht.
Der Bitte von Reichspropagandaleiter Joseph Goebbels, anlässlich des Tages von Potsdam am 21. März 1933 eine Rede zur Versöhnung von „Preußentum und Sozialismus“ zu halten, kam er nicht nach. Am 14. Juni 1933 erhielt Spengler einen Ruf an die Universität Leipzig, lehnte aber auch diesen ab, nachdem er bereits im Jahr 1919 einem Ruf an die Universität Göttingen nicht gefolgt war. Am 25. Juli 1933 fand in Bayreuth eine Unterredung zwischen Spengler und Adolf Hitler statt, bei der deren gegenseitige Abneigung deutlich wurde.
In seinem Buch Jahre der Entscheidung, das am 18. August 1933 erschien, distanzierte sich Spengler öffentlich von Hitler und dem Nationalsozialismus, dagegen feierte er Mussolini enthusiastisch. Trotz seiner oppositionellen Tendenz wurde das Buch vom NS-Regime nicht verboten. Es lief zwar eine Kampagne gegen das Buch, doch Reichspropagandaminister Goebbels bemühte sich weiterhin, Spengler auf seine Seite zu ziehen. Erst nachdem dieser ein Angebot von Goebbels ausgeschlagen hatte, einen Aufsatz über den Austritt Deutschlands aus dem Völkerbund (26. Oktober 1933) zu schreiben, gab der Minister auf und erteilte die Anweisung, Spengler in Zukunft zu ignorieren.
Die als „Röhm-Putsch“ bekannt gewordene politische Säuberungswelle der Nationalsozialisten vom 30. Juni 1934 bedeutete für Spengler den endgültigen Bruch mit dem Nationalsozialismus. Unter den Ermordeten befand sich mit Gregor Strasser einer seiner früheren politischen Ansprechpartner. Besonders betroffen war er aber vom Tod des Münchner Musikkritikers Willi Schmid, der offenbar das Opfer einer Verwechslung mit dem ebenfalls bei den Münchner Neuesten Nachrichten publizierenden Paul Schmitt wurde.
Obwohl er wesentliche Gedanken wie die Rassenideologie nicht mittrug und sich vom Nationalsozialismus unter Hitler distanzierte, gilt er als geistiger Wegbereiter des Nationalsozialismus. Als so genannter „Meisterdenker der Konservativen Revolution“ trug er wie Ernst Jünger und andere Protagonisten dieser Bewegung wesentlich dazu bei, das verhasste „System“ der Weimarer Republik zu delegitimieren und zu unterminieren. Für Thomas Mann relativierte Spenglers späte Distanzierung von den Nationalsozialisten keineswegs seine Bedeutung als ihr intellektueller Wegbereiter. Barbara Beßlich zufolge konnten sich die Nationalsozialisten nicht recht entscheiden, ob sie Spengler zu ihrem Wegbereiter oder zum Abtrünnigen erklären sollten. So wurde einerseits Spengler im Dritten Reich als „Ewig-Gestriger“ isoliert. Dem NS-Philosophen Alfred Baeumler zufolge gehörte Spengler „in die Rumpelkammer der Geistesgeschichte“. Andererseits sahen ihn andere Nationalsozialisten als einen ihrer „geistigen Väter“ an. Herbert Schacks Buch Denker und Deuter. Männer vor der deutschen Wende von 1938 etwa unternahm den Versuch, eine direkte und konsequente geistesgeschichtliche Entwicklung von Richard Wagner und Friedrich Nietzsche über Oswald Spengler in die nationalsozialistische „deutsche Wende“ von 1933 nachzuzeichnen.

### Letzte Jahre und Tod

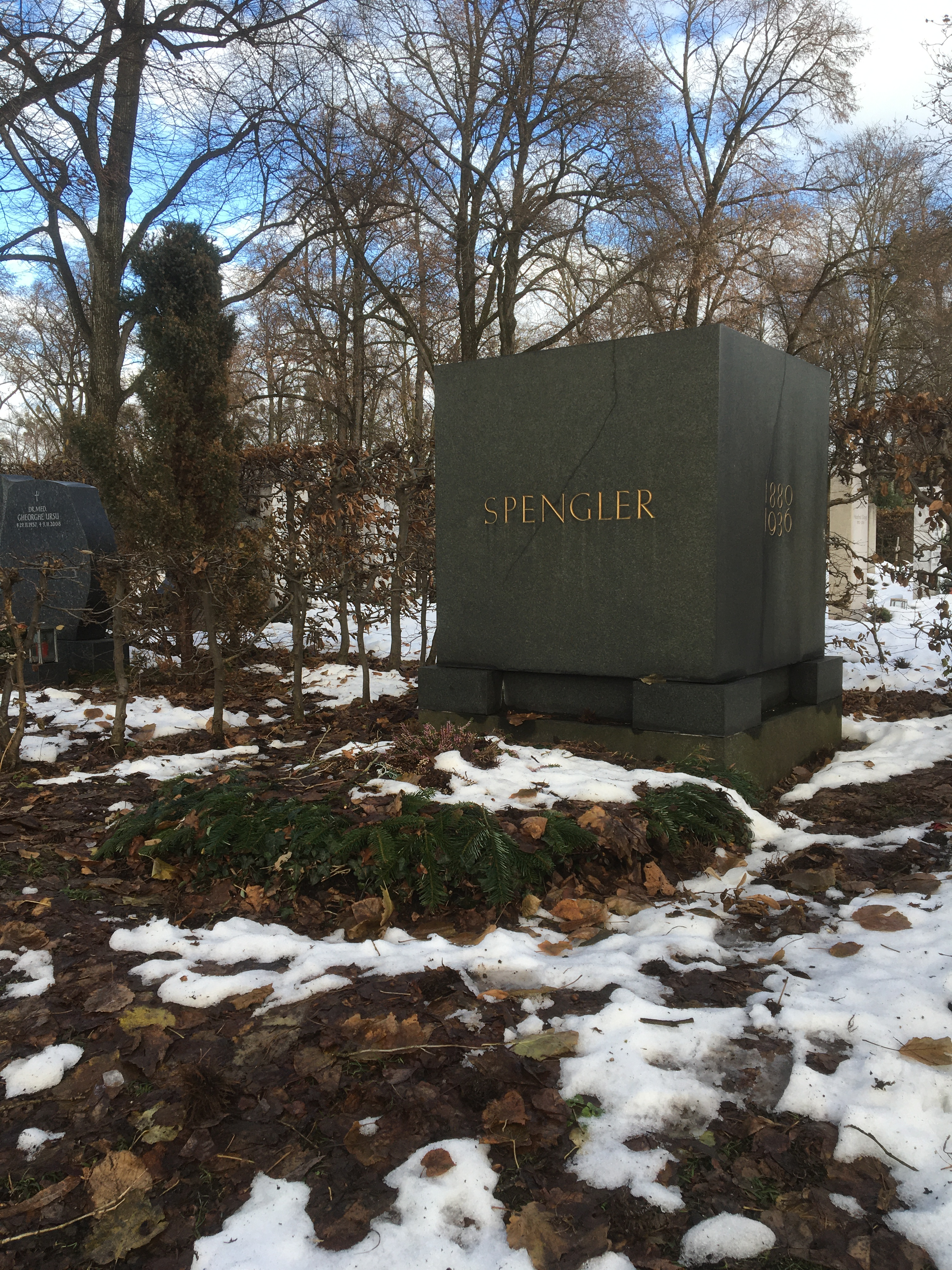
Grab auf dem Nordfriedhof München

In seinen letzten Jahren widmete sich Spengler wieder verstärkt wissenschaftlichen Fragen, die im Horizont einer Weltgeschichte von Anfang an standen, in die die Geschichte der Hochkulturen eingebunden werden sollte. Parallel dazu legte Spengler unter dem Stichwort „DiG“ (Deutschland in Gefahr) Notizzettel für den zweiten Band der Jahre der Entscheidung an. Darin rechnete er mit dem Nationalsozialismus ab und stellte ihn auf eine Stufe mit dem Bolschewismus, den er bisher als das größte aller Übel auf der Ebene der Politik bezeichnet hatte. Hingegen behielt er in diesen Notizen seine Bewunderung für Mussolini bei.
Im Oktober 1935 trat Spengler aus dem Vorstand des Nietzsche-Archivs aus, weil er sich mit der Neudeutung Friedrich Nietzsches im Nationalsozialismus nicht abfinden wollte.
Spengler starb in der Nacht vom 7. auf den 8. Mai 1936 in seiner Münchner Wohnung an Herzversagen; sein unerwarteter Tod gab Anlass für „Gerüchte, er sei von NS-Männern ermordet worden“. Er wurde auf dem Münchner Nordfriedhof beigesetzt (Sektion 125, Grabanlage 2).

## Philosophische Weltanschauung
Bei der Frage nach dem Bezug zwischen Spengler und Historismus stößt man laut Domenico Conte unweigerlich auf das Problem der philosophischen Einordnung Spenglers. So werde Spengler häufig in die Endphase des Historismus eingeordnet, wenn auch in einer radikaleren Ausprägung der allgemeinhin gefährlich zum Relativismus tendierenden Auffassung. Als prominenten Vertreter dieser Einordnung Spenglers nennt Conte den italienischen Philosophen Paolo Rossi. Spengler werde aber genauso häufig aus der Geschichte des Historismus ausgeschlossen und in eine andere philosophische Tradition, die der Lebensphilosophie, eingeordnet. Conte nennt hier als prominentes Beispiel Heinrich Rickert.
Zeitgenossen wie der evangelische Theologe Hans von Soden oder spätere Spengler-Forscher wie der Philosoph Gert Müller betonten in ihren Untersuchungen, dass Spengler kein Historiker gewesen ist.
Anders als Hegel, der die geschichtlichen Tatsachen als rational fassbare Wirkungen eines absoluten Geistes interpretierte, hielt Spengler diese Tatsachen für die schicksalhaften, rational nicht ergründbaren Wirkungen des Mysteriums Leben. Die schöpferische Potenz des Lebens nannte er organisch. Er hielt sie in Verbindung mit der Einbildungskraft für emotional und intuitiv fassbar. Erleben bezeichnete er als die Grundlage von Bewusstsein und Denken.
Mit dieser Annahme hatte Spengler die Tradition der herrschenden idealistischen Philosophie verlassen. Seine Philosophie, so wurde gesagt, sei keine theoretische Philosophie, sondern die Haltung von Denkern, die den Glauben an die Vernunft und an die Wahrheit verloren haben. Seine Philosophie könne im Unterschied zur rationalen Geistphilosophie Hegels „Metaphysik des Irrationalen“ genannt werden.
Horst Thomé vertrat die These, dass Spenglers Untergang des Abendlandes „einer relevanten Wissensformation der damaligen Zeit“, der „Weltanschauung auf wissenschaftlicher Grundlage“‘ zugeschrieben werden könnte. Dagegen äußert Herbert Schnädelbach: Wer Philosophie als Weltanschauung auffasse, verzichte auf die wissenschaftliche Philosophie.
Der belgische Althistoriker David Engels sieht Spenglers Denken „im Niemandsland zwischen Geschichtsschreibung, Philosophie, Politik und Prophetie angesiedelt“.

## Werk

### „Der Untergang des Abendlandes“

#### Inhalt
Hauptthema aller seiner dichterischen und philosophischen Arbeiten ist Spenglers morphologische Sicht der Geschichte. Sein Hauptwerk Der Untergang des Abendlandes. Umrisse einer Morphologie der Weltgeschichte stellt dieses Thema in aller Ausführlichkeit dar. Hauptthese seiner geschichtsphilosophischen Sicht ist die kulturpessimistische Aussage, seine Zeit sei unfähig, kreativ zu wirken. Daraus folge die Verpflichtung, die von früheren Generationen geschaffene Kultur zu bewahren und sich angesichts der politischen Herausforderungen in Zeiten des Verfalls zu bewähren. Dabei soll der „Blick über die Kulturen hin“ den Weg weisen. Erkenntnistheoretisch berief er sich dabei auf Goethe.
Spengler entwirft ein Panorama von acht Kulturen und schildert ihre spezifischen Besonderheiten und ihre „Lebensphasen“: Frühzeit, Reifung, Alterung und unaufhaltsamen Verfall: Das Alte Ägypten, Babylonien, Indien, China, die „apollinische“ Antike, das „magische“ Arabien, zu dem er auch das Judentum rechnet, die Kultur der Azteken und das „faustische“ Abendland.
Dabei werden die Phasen unterschiedlicher Kulturen als einander entsprechend (Spengler schreibt: „gleichzeitig“) in Parallele gesetzt: Der Frühzeit der Antike, der Dorik, entspreche im Abendland die Gotik, der antiken Alterungskrise, der Sophistik, entspreche die abendländische Aufklärung usw. Interkulturelle Lernprozesse, Rezeptionen und Renaissancen hält er für nicht möglich: Jede Kultur durchlaufe in den ihr zugewiesenen rund eintausend Jahren Lebensdauer mit Notwendigkeit die genannten Phasen. Eine Beeinflussung einer jüngeren Kultur durch eine reifere sah er als schädlich an: Eine solche „Pseudomorphose“ hemme die Selbstbewusstwerdung, wofür die spätantike Beeinflussung der arabischen Kultur oder die westlichen Einflüsse auf Russland seit Peter dem Großen Beispiele seien. Um den Untergang des Abendlandes gegenüber der als Nächstes heraufziehenden russischen Kultur wenn schon nicht zu verhindern, so doch zu verlangsamen, empfiehlt Spengler Technokratie, Imperialismus und Sozialismus.
Das Werk ist von einem deutlichen Biologismus gekennzeichnet. Werden und Vergehen der Völker, Staaten und Kulturen werden in Begriffen wie Geburt, Reifung, Blüte und Verwesung beschrieben, die eigentlich für die Beschreibung einzelner Pflanzen oder Tiere geprägt wurden. Diese Begriffe werden von einigen Forschern als metaphorisch gemeint interpretiert. Der Historiker Alexander Bein glaubt dagegen, dass Spengler sie „beinahe real-naturalistisch“ für adäquate Begriffe zur Beschreibung politisch-gesellschaftlicher Prozesse gehalten habe. Dadurch habe er seine Kulturschau in den Bereich des Mythos gerückt.

#### Rezeption
Die Historiker Zaur Gasimov und Carl Antonius Lemke Duque bezeichnen den Untergang des Abendlandes als eines der erfolgreichsten und umstrittensten Werke seiner Zeit. Es sei in fast jeder privaten Bibliothek der Weimarer Republik vertreten gewesen. Der Titel sei zum geflügelten Wort avanciert, und Spenglers Kultur- und Geschichtsmorphologie quer durch alle politischen Lager thematisiert worden. Gemäß Rebecca Krug sprächen die hohen Verkaufszahlen und zahlreichen Auflagen in Deutschland dafür, dass das Buch in vielen Bücherregalen gestanden hätte, doch dies sei bekanntlich kein Indiz dafür, dass ein Werk auch tatsächlich gelesen worden sei. Jede deutsche Universität widmete ihm mindestens ein Seminar. Es gab umfangreiche Kontroversen unter Wissenschaftlern und Intellektuellen. Sie wurden zwischen 1920 und 1922 vor allem im Logos, der internationalen Zeitschrift für Philosophie der Kultur, innerhalb der Heidelberger Akademie der Wissenschaften und weiteren Medien in Hunderten von Beiträgen ausgetragen. Diese erste Rezeptionsphase – die etwa bis Mitte der 1920er Jahre andauerte – wurde 1922 vom Münchner Philosophen Manfred Schröter in Der Streit um Spengler dokumentiert und kommentiert. Schröter kritisierte die Kritiker aus kulturphilosophischer Sicht. Anstatt „Widerlegung aller Irrtümer“ – die ohnehin niemand überzeugen werde, so Schröter – wollte er dazu beitragen, die Bedeutung des Buches für das Kulturbewusstsein der Gegenwart zugänglich zu machen. Die „Kulturselbsterkenntnis“ war ihm wichtiger als Spengler und die Spengler-Kritik. Schröter erfasste allerdings nur die Artikel und Broschüren bis 1921. Er veröffentlichte 1949 seinen „Streit um Spengler“ erneut vom „Ballast allzuvieler Anmerkungen befreit und wesentlich gekürzt“. Schröter war enttäuscht vom zweiten Band des „Untergangs“. Der Inhalt hatte seine Hoffnung auf eine neue Geschichtsmetaphysik nicht erfüllt.
Spengler selbst bezeichnete sein Hauptwerk als „Metaphysik“. Auch in weiten Teilen der Bildungsschicht, besonders in Deutschland und Österreich (Egon Friedell, Gottfried Benn u. a.), wurde sein Blick auf die Weltgeschichte ernst genommen. Der Dichter Gottfried Benn war zeitlebens von Spenglers Morphologie angetan und wurde „Poet des Spenglerschen Lebensgefühls“.
Robert Musil äußerte in seinem Essay Geist und Erfahrung. Anmerkungen für Leser, welche dem Untergang des Abendlandes entronnen sind am Ende einer vernichtenden Kritik, andere hätten nur deshalb nicht so viele Fehler gemacht, weil sie nicht die beide Ufer berührende Spannweite besäßen, um so viele (Fehler) darauf unterzubringen. Er schrieb: „Es gibt zitronengelbe Falter, es gibt zitronengelbe Chinesen. In gewisser Weise kann man also sagen, der Falter ist der geflügelte mitteleuropäische Zwergchinese. Falter und Chinese sind bekannt als Sinnbilder der Wollust. Zum ersten Mal wird hier der Gedanke an die noch nie beachtete Übereinstimmung des großen Alters der lepidopteren Fauna und der chinesischen Kultur gefasst. Dass der Falter Flügel hat und der Chinese keine, ist nur ein Oberflächenphänomen!“ Damit karikiert Musil Spenglers Neigung zu intuitiver Analogiebildung auf der Basis mitunter spekulativer Assoziationen.
Die Urteile schwankten oft zwischen Ablehnung und Bewunderung, aber immer ist eine große Portion Emotionalität festzustellen, so etwa bei Eduard Meyer, der sich zuerst skeptisch äußerte und dann zu einer offenen Anerkennung überging. Das Entgegengesetzte passierte bei Thomas Mann. Er teilte zuerst die Thesen Spenglers zur Zivilisation und zum Niedergang des Abendlandes, doch dann wandte er sich ab, nannte Spengler „den klugen Affen Nietzsches“ und bezeichnete das Werk als zukunftsfeindlich. Mann hatte das Werk emphatisch gelobt und schlug es der Jury des Nietzsche-Preises zur Auszeichnung vor. Es sei ein „Buch voller Schicksalsliebe und Tapferkeit der Erkenntnis, worin man die großen Gesichtspunkte findet, die man heute gerade als deutscher Mensch braucht.“
Schon 1922, als er sich mit der Weimarer Republik zu versöhnen begann, distanzierte er sich von Spengler. In seinem ersten Brief aus Deutschland würdigte er zwar den literarischen Glanz des Werkes, sprach dem Verfasser aber den humanistischen Pessimismus eines Schopenhauer oder den „tragisch-heroischen“ Charakter Nietzsches ab. Das Werk sei vielmehr fatalistisch und zukunftsfeindlich. „Solche Anmaßung aber und solche Nichtachtung des Menschlichen sind Spenglers Teil … Er tut nicht wohl daran, Goethe, Schopenhauer und Nietzsche zu Vorläufern seines hyänenhaften Prophetentums zu ernennen.“
Thomas Mann griff Spenglers Ansichten auch in weiteren Werken auf. In seinem Roman Der Zauberberg bezog er sich in den Unterkapiteln Exkurs über den Zeitsinn und Gedankenschärfe auf die Zeit-Thematik aus dem Untergang des Abendlandes. Die Figur des Privatgelehrten Chaim Breisacher aus dem Roman Doktor Faustus gehört zu einem Kreis Intellektueller, deren Ideen den Nationalsozialismus vorwegnehmen. Hinter ihr steht der Religionsphilosoph Oskar Goldberg, dessen Überlegungen im Stil der Montage mit Theoremen Spenglers verbunden werden. Spengler und Goldberg verkörperten für Thomas Mann einen Kulturpessimismus, der den geschichtlichen Fortschritt in Verfall und Niedergang uminterpretierte.
Einzelne Vertreter des Historismus, wie z. B. Friedrich Meinecke und Ernst Troeltsch, setzten sich Anfang der 1920er Jahre mit Spenglers Werk auseinander. Für Meinecke war Spengler zwar ein „Renegat des Geistes“, der einseitig die „Instinkt- und Blutkomponente des Menschen“ zu Lasten der geistigen verabsolutiert, er schätzte jedoch Spenglers Konzepte wie das der Individualität, der Entwicklung, der biologischen morphologischen Kausalität und seine Sicht, Weltgeschichte als Kulturgeschichte aufzufassen. Troeltsch kritisierte Spengler, es sei ein „aktiver Beitrag zum Untergang des Abendlandes“, wenn „der kritische Rationalismus, die philologische Strenge und die objektive Kausalanalyse durch ein willkürliches, intuitionistisches Vorgehen ersetzt würden“. Trotz des Dissens sieht Domenico Conte „überraschende Ähnlichkeiten“ in Troeltschs Auffassungen mit Spenglers relativistischem Konzept der Kultur.
Ernst Jünger war kontinuierlich an Spengler interessiert. In Der Arbeiter und An der Zeitmauer finden sich eine ganze Reihe spenglerscher Motive wieder. Im Roman Eumeswil trägt die Person Vigo, so Conte, klare spenglersche Züge.
Martin Heideggers Haltung zu Spengler war ambivalent zwischen Bewunderung und Ablehnung. Einerseits hielt er ihn für den bedeutendsten Vertreter des modernen Historismus, wobei Heidegger laut Conte den Terminus nicht im engen fachlichen Sinne verwendete, andererseits hielt er ihm entgegen, dass sein extremes Beharren auf der Welt der Geschichte dazu führe, zu einer falschen Sicht der Existenz zu kommen. Heidegger setzte sich durchgängig mit Spenglers Werk auseinander, ersetzte jedoch Spenglers „Abendland als Kulturgestalt“ durch „Abendland als Seinsgeschehen“, da nach seiner Auffassung Spenglers Pochen auf „die Kultur“ geschichtlich absurd sei.
Kurt Tucholsky spottete 1931 über Spengler: „Spengler lebt in einer Zivilisation, die er ständig anpöbelt; er profitiert von ihr und steckt bis an den Hals in dieser Kaufmannszeit. Ein Heros des Füllfederhalters. Und Menschen leiden, leiden … Was weiß dieser Möchte-Attila davon! Nichts weiß er davon. […] Wenn ich recht unterrichtet bin, gebären unsre Mütter nicht Deutschland und nicht Europa, sondern kleine Menschenwesen, Oswald oder Maria geheißen. Dieser Literat ist kein guter Literat. Sondern ein buckliges Titänlein.“
Im Jahr 1936 verfasste Jorge Luis Borges in der Zeitschrift El Hogar ein Biogramm Spenglers, in dem er ironisch feststellte, dass die deutschen Philosophen – so auch Spengler – im Gegensatz zu ihren französischen und englischen Kollegen nicht direkt am Universum oder an einem Merkmal des Universums interessiert seien, sondern das Universum eher als einfaches Motiv, als bloße materielle Ursache für ihre riesigen dialektischen Gebäude benutzen würden, die stets kein Fundament aufwiesen, jedoch immer grandios seien. Sein „überragender Stil“ sei nicht zu beanstanden, jedoch Spenglers Verständnis von Geschichte, dem Borges ein „biologistisches Konzept“ vorwarf, sei kritisch zu betrachten.
In seiner Haltung zu Spenglers Geschichtsphilosophie vertrat Theodor W. Adorno in einem 1938 gehaltenen Vortrag Spengler nach dem Untergang noch zustimmend und differenzierend, dass sich Spenglers Prognosen eines Kulturniederganges bestätigt hätten. Im größeren Teil des Aufsatzes leistete Adorno jedoch eine grundlegende Kritik an Spenglers Einverständnis mit dem blutigen Lauf der Geschichte und kritisierte ihn als „beflissenen Agenten“ des Weltgeistes, der dessen Bewegungsrichtung entgegen seinem eigenen Anspruch nicht habe vorhersehen können. In seinem Aufsatz Wird Spengler recht behalten? von 1955 schließlich kritisierte Adorno Spengler stärker und teils ablehnend schroff.
In seinem 1957 erschienenen Buch Das Elend des Historizismus postulierte Karl Popper den Versuch „der Entdeckung des Entwicklungsgesetzes der Gesellschaft (…) als die zentrale Doktrin“ historizistischer Denker. Für Popper gehörten Spengler und seine Geschichtsmorphologie in diese Kategorie. Die Bezeichnung Historizismus diente Popper als kritisch gemeinte Sammelbezeichnung für all diejenigen sozialwissenschaftlichen Theorien, die in der Geschichte „Rhythmen“, „Patterns“, „Trends“ oder „Gesetze“ identifizieren und anhand „Allerweltsformeln“ meinen, Voraussagen für die Zukunft ableiten zu können.
Ernst Bloch äußerte 1962, dass für ihn Spengler ähnlich wie Wilhelm Dilthey, Wilhelm Windelband und Heinrich Rickert eine „offenbare Fascisierung der Geschichte“ darstellen würde. Seine irrationalistische, aus dem Blickwinkel eines extrem relativistischen Historismus betrachtende Art der Geschichte sei unfähig die Zusammenhänge der Weltgeschichte zu erfassen und direkt den Forderungen des faschistischen Bürgertums dienlich.
Für den marxistischen Literaturwissenschaftler Georg Lukács stand Spengler in einer „Ahnengalerie des Irrationalismus“ auf einer Linie „von Nietzsche zu Hitler“. Unter Irrationalismus verstand er die „prinzipielle und totale Zerstörung der Vernunft“.
Nach dem deutschen Historiker Alexander Bein trug Spengler mit seinen antisemitischen Geschichtsspekulationen wesentlich dazu bei, Stereotype über „die Juden“ auch in Kreisen plausibel zu machen, die sich von plumpen judenfeindlichen Geschichtsklitterungen fernhielten. Spengler, so Bein, habe zur Popularisierung und zur Mythisierung des Judenbildes seiner Zeit „sicherlich nicht unwesentlich beigetragen“.
Unter Bezug auf Spenglers Geschichtsmorphologie formulierte Morris Berman seine Kritik der amerikanischen Zivilisation sowie unabhängig davon der Althistoriker David Engels seinen Versuch, die Krise der Europäischen Union zu analysieren. Beide verglichen und sahen die jeweiligen Systeme in den Vereinigten Staaten und in Europa in Analogie mit dem Untergang der römischen Republik.
Umstritten waren insbesondere Spenglers Methode der „historischen Morphologie“, also seine Herleitung geschichtlicher Analogien, die von der Fachwissenschaft als unseriös betrachtet wurden, sowie die politischen Implikationen, die Spengler mit seiner Vorstellung vom Zyklus der Hochkulturen verband. Mit den acht Kulturmonaden konnte er auf positivistisch arbeitende Historiker kaum Eindruck machen. In der Geschichtswissenschaft wird Der Untergang des Abendlandes zumeist vernichtend kritisiert. Als Darstellung der Geschichte gilt es als unwissenschaftlich, außerdem wurde Spengler Dilettantismus vorgeworfen.
Von der Neuen Rechten, der Identitären Bewegung und vom Rechtspopulismus wird Spengler seit Beginn des 21. Jahrhunderts intensiv rezipiert. Sie finden Anknüpfungspunkte in seinem Ideal eines autoritären Obrigkeitsstaates, seiner Delegitimierung der aktuell bestehenden parlamentarischen Demokratie, seiner Vorstellung von Volk, das erst im auch kriegerischen Antagonismus zu anderen Völkern „wirklich“ würde, und seiner Vorstellung eines „Schicksals von Daseinsströmen“. Der Politikwissenschaftler Lars Rensmann sieht Belege für eine Renaissance des spenglerschen Denken auch bei unverdächtigen, gegebenenfalls konservativen Intellektuellen wie dem Soziologen Wolf Lepenies, dem Journalisten Herrmann Baer oder dem Althistoriker Alexander Demandt, der heute Ehrenpräsident der Oswald Spengler Society for the Study of Humanity and World History ist. Rensmann selbst sieht das Fortwirken von Spenglers Denken als „Teil einer konservativ-revolutionären Geistestradition, welche die innige Nähe von anti-aufklärerischem, apokalyptischem, mythischem, nationalistischem und kulturrelativistischem Denken stets auf Neue bestätigt.“
Laut David Engels manifestiert sich die Spengler-Renaissance seit dem späten 20. Jahrhundert durch eine ständig wachsende Reihe von Studien und Konferenzen und gipfelt in der Gründung der Oswald Spengler Society durch ihn selbst. Es habe sogar „Versuche gegeben, Spenglers Gedanken wieder auf die politischen Realitäten und das historische Wissen des 21. Jahrhunderts anzuwenden.“
Nach Einschätzung von Dirk Kurbjuweit wirkt Der Untergang des Abendlandes 100 Jahre nach seinem Erscheinen „streckenweise […] überraschend aktuell“. Spengler sei „wieder da, pünktlich zum Jubiläum seines Buches“. Spengler zu lesen helfe, die Grundlagen rechtspopulistischen Denkens zu entschlüsseln.

### „Preußentum und Sozialismus“
Die Streitschrift Preußentum und Sozialismus plante Spengler am Tag nach der Ermordung des bayerischen Ministerpräsidenten Kurt Eisner, sie erschien im November 1919 als Reaktion auf den Versailler Vertrag und die Weimarer Verfassung. Die Schrift ist vor allem werkgeschichtlich von Bedeutung und entspricht nach Spenglers Aussage weitgehend dem Keim seines Hauptwerks. Spengler plädiert darin für einen autoritären Staat unter einem caesaristischen Diktator, der auf den Traditionen des alten Preußen basieren sollte. Preußen stehe für Tugenden wie Pflicht, Ordnung und Gerechtigkeit, die Ideale einer „deutschen Kultur“ – im Gegensatz zu Freiheit, Gleichheit, Brüderlichkeit, den Idealen der westlichen Zivilisation. Diesem Begriff, den er mit Dekadenz gleichsetzt, stellt er den positiv besetzten Begriff Kultur (vertreten durch Goethe) gegenüber. Der nationale Sozialismus, den Spengler skizziert, ist nicht als Ansatz zu einer Änderung der Wirtschaftsverfassung oder einer Umverteilung des gesellschaftlichen Reichtums zu verstehen. Mit den Worten des Historikers Hans Mommsen handelt es sich um einen „Sozialismus der Gesinnung, nicht um eine ökonomische Theorie“, der keinen Gegensatz zu Spenglers elitärer Verachtung der Masse darstellt. Mit ihm will Spengler sowohl den marxistischen Sozialismus der Arbeiterbewegung bekämpfen, als auch den liberalen Parlamentarismus, den er als plutokratisch denunziert. Spenglers Sozialismus-Vorstellung ist explizit gegen den Westen und dessen Betonung individueller Freiheitsrechte gerichtet:

„Die Macht gehört dem Ganzen. Der einzelne dient ihm. Das Ganze ist souverän. Der König ist nur der erste Diener seines Staates (Friedrich der Große). Jeder erhält seinen Platz. Es wird befohlen und gehorcht. Dies ist, seit dem 18. Jahrhundert, autoritativer Sozialismus, dem Wesen nach illiberal und antidemokratisch, soweit es sich um englischen Liberalismus und französische Demokratie handelt.“

Zur Überwindung des gehassten westlichen Liberalismus und des Versailler Vertrags strebte Spengler vor allem ein Bündnis mit Russland bzw. der Sowjetunion an.
1924 erschienen seine ergänzenden Schriften Politische Pflichten der deutschen Jugend und Neubau des Deutschen Reiches, in denen er zur Überwindung des „nationalen Sumpfes“ aufrief, in den das Deutsche Reich geraten sei: Die Weimarer Republik tut er ab als „eine fünfjährige Orgie von Unfähigkeit, Feigheit und Gemeinheit“. Sie müsse überwunden werden, um für das seines Erachtens bevorstehende Ringen um die deutsche Weltgeltung gewappnet zu sein. Dabei verglich er das Deutschland seiner Gegenwart mit Frankreich zur Zeit des Direktoriums, eines Regimes, das 1799 von Napoleon Bonaparte in einem Putsch beseitigt worden war. Der darauf folgende Neubau des Reiches könne aber auf „Rassegefühle“, so „tief und natürlich“ sie auch sein mochten, keine Rücksicht nehmen, wie die Beispiele des Italieners Napoleon, des Juden Benjamin Disraeli und der Deutschen Katharina II. lehren würden.

### „Jahre der Entscheidung“
Spenglers Schrift Jahre der Entscheidung. Deutschland und die weltgeschichtliche Entwicklung erschien 1933. Ursprünglich hatte sie den Titel Deutschland in Gefahr tragen sollen, worauf er aus Angst nach der Machtergreifung verzichtete. Gleich zu Beginn begrüßte er zwar die Machtergreifung der Nationalsozialisten:

„Niemand konnte die nationale Umwälzung dieses Jahres mehr herbeisehnen als ich. Ich habe die schmutzige Revolution von 1918 vom ersten Tage an gehaßt, als den Verrat des minderwertigen Teils unseres Volkes an dem starken, unverbrauchten, der 1914 aufgestanden war, weil er eine Zukunft haben konnte und haben wollte.“

Im weiteren Verlauf unterstellt er den Nationalsozialisten Realitätsferne: Sie würden „glauben ohne und gegen die Welt fertig zu werden und ihre Luftschlösser bauen zu können, ohne eine mindestens schweigende aber sehr fühlbare Gegenwirkung von außen her“. Seine antidemokratischen und antiparlamentarischen Ideale sieht Spengler vielmehr in dem Diktator des faschistischen Italiens, Benito Mussolini, erreicht.
Die Schrift Jahre der Entscheidung soll laut einem Vorwort von Spenglers Nichte Hildegard Kornhardt seinerzeit von NS-Kritikern und NS-Sympathisanten gleichermaßen als Angriff auf die NS-Ideologie verstanden worden sein. Spengler unterscheidet darin das Ideal des pietistisch-idealistischen preußischen Dienst- und Leistungsethos, wohin seiner Meinung nach eine nationale Revolution zurückführen sollte, von der biologistischen Rassenlehre des Nationalsozialismus. Das preußische Ethos sei ein „Daseinstakt“, der in generationenlanger Einübung und Verfestigung kulturprägender führender Familien entwickelt und sodann gesellschaftsprägend geworden sei. Ein derartiges gesellschaftliches Ethos sei nicht durch den geistigen Druck eines Parteiprogramms ersetzbar.
Spengler sieht das Europa seiner Gegenwart zweierlei Bedrohungen ausgesetzt: Der „weißen Weltrevolution“, worunter er die Sowjetunion versteht, und der „farbigen Weltrevolution“. Damit meinte er die Bedrohung der „weißen Rasse“ durch die außereuropäischen Völker. Ihnen während des Kolonialismus die technischen Errungenschaften Europas nicht vorenthalten zu haben, könne sich als verhängnisvoller Fehler erweisen. Als „größte Bedrohung“ malte er eine Verbindung beider „Weltrevolutionen“ aus: „Wie, wenn sich eines Tages Klassenkampf und Rassenkampf zusammenschließen, um mit der weißen Welt ein Ende zu machen?“ Als Heilmittel appellierte er an den Selbstbehauptungswillen der Europäer und insbesondere der germanischen Rasse, der er noch große Möglichkeiten attestierte.
Laut Aussage seines Biographen Detlef Felken darf Spenglers Distanz zu den Nationalsozialisten, die sich in diesem Werk zeigt, „nicht über das antidemokratische Potential der Jahre der Entscheidung hinwegtäuschen“.

## Veröffentlichungen (Auswahl)

### Originalausgaben
- Der metaphysische Grundgedanke der heraklitischen Philosophie. 1904 (Diss. online – Internet Archive).
- Der Untergang des Abendlandes. Umrisse einer Morphologie der Weltgeschichte. Band 1: Wien 1918, Band 2: München 1922.
- Preußentum und Sozialismus. München 1919.
- Neubau des Deutschen Reiches. C. H. Beck, München 1924.
- Politische Pflichten der deutschen Jugend. Rede gehalten am 26. Februar 1924 vor dem Hochschulring deutscher Art in Innsbruck. C. H. Beck, München 1924.
- Der Mensch und die Technik. Beitrag zu einer Philosophie des Lebens. C. H. Beck, München 1931.
- Politische Schriften. C. H. Beck, München 1932 (Volksausgabe München und Berlin anno 1934 online – Internet Archive).
- Jahre der Entscheidung. Erster Teil. Deutschland und die weltgeschichtliche Entwicklung. C. H. Beck, München 1933.

### Posthum veröffentlichte Schriften und Ausgaben
- Reden und Aufsätze von Oswald Spengler. Hrsg. von Hildegard Kornhardt. C. H. Beck, München 1937.
- Gedanken. Hrsg. von Hildegard Kornhardt. C. H. Beck, München 1941.
- Briefe. 1913–1936. In Zusammenarbeit mit Manfred Schröter hrsg. von Anton Mirko Koktanek. C. H. Beck, München 1963.
- Urfragen. Fragmente aus dem Nachlass. Unter Mitwirkung von Manfred Schröter, hrsg. von Anton Mirko Koktanek. C. H. Beck, München 1965.[98]
- Frühzeit der Weltgeschichte. Fragmente aus dem Nachlass. Unter Mitwirkung von Manfred Schröter hrsg. von Anton Mirko Koktanek. C. H. Beck, München 1966.
- Ich beneide jeden, der lebt. Die Aufzeichnungen „Eis heauton“ aus dem Nachlaß. Mit einem Nachwort von Gilbert Merlio. Lilienfeld Verlag, Düsseldorf 2007, ISBN 978-3-940357-02-1.
- Ich bin kein Prophet. Die Aufzeichnungen „Politica“ aus dem Nachlass. Herausgegeben und um eine politisch-biografische Skizze ergänzt von Fabian Mauch. Mit einem Vorwort von Gilbert Merlio. C. W. Leske Verlag, Düsseldorf 2021.

### Nachlass
- Nachlaß Spengler. In: München, Bayerische Staatsbibliothek, Handschriftenabteilung, Bestand Ana 533.
- Weitere Nachlassteile befinden sich im Institut für Zeitgeschichte (München) und im Rheinisch-Westfälischen Wirtschaftsarchiv (Köln)

## Oswald Spengler Society und Oswald-Spengler-Preis
2017 wurde die internationale Oswald Spengler Society von David Engels, Max Otte und Michael Thöndl gegründet. In deren Präsidium sind David Engels, Max Otte, Alexander Demandt, Gerd Morgenthaler und Robert W. Merry aktiv. 2018 wurde eine Konferenz veranstaltet und erstmals ein von Max Otte gestifteter Oswald-Spengler-Preis vergeben. Der Preisträger 2018 ist Michel Houellebecq. Der Gründung im Jahr 2017 ging 2014 die Konferenz Stadien menschlicher Entwicklung – Ansätze zur Kulturmorphologie heute in Kloster Wöltingerode (28. September bis 2. Oktober) voraus.